# Italian International 2011
Die Italian International 2011 im Badminton fanden vom 13. Dezember bis zum 16. Dezember 2011 in Rom statt. Das Preisgeld betrug 15.000 US-Dollar. Das Turnier hatte damit ein BWF-Level von 4A.

## Sieger und Platzierte
| Disziplin    | Gold                                 | Silber                             | Bronze                                     |
| ------------ | ------------------------------------ | ---------------------------------- | ------------------------------------------ |
| Herreneinzel | Pablo Abián                          | Ville Lång                         | Tommy Sugiarto                             |
| Herreneinzel | Pablo Abián                          | Ville Lång                         | Ernesto Velazquez                          |
| Dameneinzel  | Yao Jie                              | Petya Nedelcheva                   | Pai Hsiao-ma                               |
| Dameneinzel  | Yao Jie                              | Petya Nedelcheva                   | Anastasia Prokopenko                       |
| Herrendoppel | Vladimir Ivanov Ivan Sozonov         | Vitaliy Durkin Alexandr Nikolaenko | Michael Fuchs Oliver Roth                  |
| Herrendoppel | Vladimir Ivanov Ivan Sozonov         | Vitaliy Durkin Alexandr Nikolaenko | Jürgen Koch Peter Zauner                   |
| Damendoppel  | Valeria Sorokina Nina Vislova        | Sandra Marinello Birgit Michels    | Mariana Agathangelou Heather Olver         |
| Damendoppel  | Valeria Sorokina Nina Vislova        | Sandra Marinello Birgit Michels    | Emelie Lennartsson Emma Wengberg           |
| Mixed        | Alexandr Nikolaenko Valeria Sorokina | Vitaliy Durkin Nina Vislova        | Vitaily Konov Yelyzaveta Zharka            |
| Mixed        | Alexandr Nikolaenko Valeria Sorokina | Vitaliy Durkin Nina Vislova        | Wojciech Szkudlarczyk Agnieszka Wojtkowska |

## Finalresultate
| Disziplin    | Sieger                               | Finalist                           | Ergebnis            |
| ------------ | ------------------------------------ | ---------------------------------- | ------------------- |
| Herreneinzel | Pablo Abián                          | Ville Lång                         | 13–21, 21–14, 21–13 |
| Dameneinzel  | Yao Jie                              | Petya Nedelcheva                   | 21–11, 21–17        |
| Herrendoppel | Vladimir Ivanov Ivan Sozonov         | Vitaliy Durkin Alexandr Nikolaenko | 21–16, 21–15        |
| Damendoppel  | Valeria Sorokina Nina Vislova        | Sandra Marinello Birgit Michels    | 21–14, 21–9         |
| Mixed        | Alexandr Nikolaenko Valeria Sorokina | Vitaliy Durkin Nina Vislova        | 13–21, 21–18, 21–17 |